# Polytrichadelphus trianae
Polytrichadelphus trianae är en bladmossart som beskrevs av Mitten 1869. Polytrichadelphus trianae ingår i släktet Polytrichadelphus och familjen Polytrichaceae. Inga underarter finns listade i Catalogue of Life.